# Грицяк, Евгений Степанович
Евгений Степанович Грицяк (укр. Євген Степанович Грицяк; 9 августа 1926, Стецева, Станиславовское воеводство — 14 мая 2017, Устье, Ивано-Франковская область) — член молодёжной организации ОУН, один из руководителей Норильского восстания в 1953 году, глава забастовочного комитета 4-го лаготделения Горлага.

## Биография
Перед началом Второй мировой войны окончил Стецовскую начальную школу, а во время немецкой оккупации был студентом среднего торгового училища в Снятине. Именно тогда, юношей 16—17 лет, стал членом ячейки молодёжной организации ОУН.
С приходом Красной армии Грицяк не покинул родину. В июле 1944 года он был мобилизован в Советскую Армию, воевал на 4-м Украинском фронте в составе 140-й стрелковой дивизии 101-го стрелкового корпуса 265 отдельной штрафной роты, был ранен в бою. С 24 марта 1945 красноармеец Евгений Грицак (так в документе) служил стрелком в 31-й автороте 295-го стрелкового полка 183-й стрелковой Харьковской дивизии. 12 июня 1945 года за отличие, проявленное 1 мая 1945 года в бою при отражении контратаки противника у села Вишковице, награждён медалью «За отвагу». В августе 1945 награждён медалью «За победу над Германией», в это время 183-я Харьковская дивизия была уже передислоцирована в город Коломыя.

### Послевоенный арест и заключение
В 1949 году военная контрразведка выяснила прошлое Грицяка, он был арестован и 12 декабря 1949 приговорён к смертной казни, которую заменили на 25 лет лишения свободы. Срок отбывал в Караганде, Норильске, Владимирской тюрьме, на Тайшетской трассе, в Иркутской тюрьме, Инте и Мордовии.
В лагерях Грицяк постоянно и активно противостоял произволу лагерной и тюремной администрации, за что имел 42 дисциплинарных наказания и за три из них — по 1 году закрытой тюрьмы. Вероятно, самым драматическим было пребывание Евгения Грицяка в Горлаге (Норильских лагерях).
Ещё весной 1952 года в лагере в Караганде Грицяк предлагал своим солагерникам провести забастовку, но всепроникающий страх и физическое истощение узников сделали это предложение нереализуемым. В Караганде заключённые организовали сопротивление издевательствам охраны и уголовников. В результате штрафной этап 1200 заключённых был из Песчанлага (Караганда, Казахстан) отправлен в Горлаг. Грицяк попал в заполярный Горлаг в Норильске. Там руками заключённых тогда строили Норильский горно-металлургический комбинат, они добывали руду, а также строили город. Горлаг состоял из шести отделений, в каждом содержалось по несколько тысяч человек. В 4-м отделении, куда направили Грицяка, было более пяти тысяч человек.
Когда в марте 1953 года умер Сталин, заключённые надеялись на смягчение условий в лагерях, однако в первые месяцы администрация повела себя ещё более жестоко (начались расстрелы непокорных и подозреваемых), что в результате привело к восстанию в большинстве зон Горлага в мае 1953 года. Грицяк возглавил сопротивление в своём 4-м лаготделении. 25 мая 1953 года узники прекратили работу в зоне оцепления Горстроя и отказались возвращаться в жилую зону. Три дня на стройплощадку не завозили еду. Через три дня заключённые вернулись в жилую зону, где в знак солидарности с ними голодали те, что оставались в зоне. На работу узники выходить отказались.
Попытки покорить заключённых в одной из зон с помощью солдат с дубинками и даже офицеров, которые стреляли перед собой, не увенчались успехом — плотная толпа заключённых дала отпор и вступила в кулачный бой. Руководство лагеря укрепило охрану. Заключённые требовали приезда комиссии из Москвы и выполнения их требований: прекратить расстрелы; сократить рабочий день до 8 часов, гарантировать выходные дни; позволить переписываться с близкими; вывезти из Заполярья всех инвалидов; улучшить питание; снять с бараков замки и решётки, а с одежды заключённых — номера; прекратить пытки на допросах и практику закрытых судов; отменить постановления ОСО (Особого совещания) как внесудебного органа; организовать пересмотр дел всех политзаключённых. Эти требования 6 июня предъявил Грицяк членам комиссии, приехавшей из Москвы. 9 июня 1953 года узникам объявили, что правительство удовлетворило часть их требований, в частности, заключённым разрешено отправлять по 2 письма в месяц, а также иметь свидания с родственниками; установлен 8-часовой рабочий день и гарантированы выходные дни; с бараков будут сняты замки и решётки, а с одежды заключённых — номера и тому подобные.
Однако после этого было выполнено не всё обещанное, в частности, вывоз на материк всех инвалидов и полная смена руководства Горлага. Кроме того, начались провокации. Забастовку пришлось продолжить. Только в августе 1953 года, после массового расстрела узников 3-й зоны, сопротивление было окончательно подавлено.
После этого Грицяка отправили сначала в тюрьму Норильска, а затем во Владимирскую тюрьму.

### Освобождение
В 1956 году Грицяк был освобождён по постановлению Комиссии Президиума Верховного Совета СССР.
Он вернулся на родину, работал грузчиком, маляром, его даже хвалили в местной газете. Но в 1958 году Евгению Грицяку заявили, что его прописка отменяется, то есть ему запрещено жить в Западной Украине, и он вынужден был оставить родину. Нашёл работу и прописался в городе Караганде.

### Повторный арест
28 января 1959 года Грицяк был арестован по постановлению Президиума Верховного Совета СССР, в котором говорилось, что постановление Комиссии Президиума Верховного Совета СССР от 7 июля 1956 года, по которому Грицяк был освобождён, отменяется ввиду тяжести совершённого им преступления. Таким образом, вступил в силу предыдущий приговор 1949 года — 25 лет лишения свободы. Все последующие годы Грицяк добивался объяснений, в чём же заключается тяжесть его преступления, и ответ был один: «осуждён обоснованно».
В 1961 году Грицяк направил письмо-протест в ЦК КПСС по поводу преследований его за то, что был одним из лидеров восстания узников 1953 года, где описал положение заключённых в Норильских лагерях, произвол и жестокость администрации и объяснил, что именно против этого восстали заключённые, а не против Советской власти.
В 1961 году в мордовском лагере Грицяк получил аттестат о среднем образовании. Находясь в камере-одиночке, он выучил английский. Язык был ему нужен для освоения йоги, что, безусловно, помогло выжить.
Администрация лагеря характеризовала Грицяка как добросовестного работника с хорошим поведением.
В 1964 году дело Грицяка рассматривала Военная Коллегия Верховного Суда СССР, вследствие чего срок лишения свободы был сокращён до 10 лет и с него была снята судимость. И только тогда Грицяк узнал, что в 1959 году его обвиняли в том, что он нигде не работает, не прекратил антисоветской деятельности, создал в Винницкой области организацию украинских националистов, чего в действительности не было.

### Второе освобождение
6 октября 1964 году Грицяк освободился. Вернулся домой, женился, родилась дочь.
В диссидентском движении Грицяк не участвовал. Однако притеснения не прекращались, он не мог устроиться на работу, ему угрожали, что снова посадят, угрожали уволить с работы жену. Он стал работать частным фотографом-портретистом, так как на государственную службу его не принимали.
Из-за постоянных угроз ареста Грицяк решил эмигрировать из СССР. В 1973 году он получил вызов на выезд в Израиль от своего друга-солагерника Авраама Шифрина, с которым поддерживал тесные отношения. Однако разрешения на выезд так и не получил, хотя неоднократно обращался в различные инстанции и персонально к Брежневу.
В 1980 году зарубежное издательство «Смолоскип» (с укр. — «Факел») издало книгу Грицяка «Краткая запись воспоминаний. История Норильского восстания», после чего начались новые притеснения и угрозы со стороны КГБ. Тогда Грицяк написал письмо Леониду Брежневу, в котором, в частности, писал:

«Оба мы равноправные граждане Советского союза и〈…〉 оба написали свои воспоминания. Вы описали свой путь, я — свой.〈…〉
Вы опубликовали свои воспоминания в Советском Союзе и за рубежом, я — только за рубежом. Но Вас не вызывают, как меня, в КГБ и не спрашивают, каким путём Вы передали за рубеж Ваши воспоминания, от Вас не требуют отречения от Вашего труда… Наоборот, Вас восхваляют и вами восхищаются.〈…〉

Почему меня собираются судить? Ведь вас никто не судит?!»— «Норильское восстание» / Автор — Евгений Грицяк.
В 1990 году по приглашению Провода ОУН Грицяк побывал в США и Канаде, выступал во многих городах с рассказами о Норильском восстании.
В 1993 году был приглашён администрацией Норильска на празднование 40-летия города. Был на открытии городского музея, посвящённого в основном истории развития Горлага и восстанию в нём заключённых.
Грицяк был участником двух конференций Всеукраинского общества политических узников и репрессированных в Киеве и трёх Международных конференций «Сопротивление в ГУЛаге» в Москве. Одно из его выступлений было опубликовано в журнале «Воля».
Размышляя над вопросами добра и зла в нашем мире, Грицяк пришёл к выводу, что поправить мир может только тот, кто исправил себя. Так, он ещё в неволе начал искать пути самосовершенствования. Нашёл их в учении индийских йогов.
В 1992 году в киевском издательстве «Здоровье» вышла «Полная иллюстрированная книга йоги» в переводе Грицяка с английского языка, он также подготовил перевод ещё одной книги «Автобиография йога».
В последние годы жизни, уйдя на пенсию, Грицяк проживал в селе Устье Снятинского района Ивано-Франковской области.
Долгое время широкая общественность на Украине мало знала о Грицяке. Внимание к нему привлекли публикации в газете «День» в 2009 году, после чего президент Виктор Ющенко наградил его орденом.
Умер 14 мая 2017 года в Ивано-Франковской области Украины.
Похоронен 16 мая 2017 года в селе Устье Снятинского района Ивано-Франковской области.

## Награды
- 1945 — медаль «За отвагу»
- 1945 — медаль «За победу над Германией»
- 1999 — Орден «За мужество» III степени[13]
- 2009 — Орден «За мужество» I степени[10].
- 2016 — медаль 25 лет независимости Украины[14]

### Переводы
- Свамі Вішнудевананда. Повна ілюстрована книга з йоги / Переклад з англійської мови Є. С. Грицяка. — Київ: Здоров’я, 1992. — 192 с. — ISBN 5-311-02679-0. (укр.)
- Парамаганса Йогананда. Автобіографія йога / Переклад з англійської мови Є. С. Грицяка. — Self-Realization Fellowship, 2015. — 538 с. — ISBN 978-0-87612-663-9. (укр.)

## Комментарии
1. ↑  В октябре 1952 года из Песчаного лагеря МВД СССР (город Караганда) в Норильск прибыл этап заключённых в количестве 1200 человек, в основном осуждённых за повстанческую деятельность в районах Западной Украины и прибалтийских республик. Указанные заключённые из Степного (так в тексте) лагеря были вывезены за организацию и участие в массовых беспорядках, неповиновение лагерной администрации, убийства, побеги из лагеря и другие нарушения режима.
Источник: «Докладная записка комиссии МВД СССР министру внутренних дел СССР С. Н. Круглову о работе комиссии в Горном лагере»[7].